# Villa Genista
Villa Genista is een rijksmonument in de wijk Berg van Amersfoort in de Nederlandse provincie Utrecht. 
De stadse vakwerkvilla ligt halverwege de Amersfoortse Berg aan de Utrechtseweg 106. De voorzijde is gericht op het ontmoetingspunt van een vijftal wegen.  
De naam "Genista" verwijst waarschijnlijk naar de gele brem, die toentertijd de Amersfoortse Berg een gele kleur gaf. Het gebouw met renaissancistische en chaletelementen was volgens overlevering vroeger geel gekleurd. Het ontwerp was van bouwkundig tekenaar, aannemer en wethouder C. Ruitenberg. De villa heeft een bijna T-vormige plattegrond en bestaat uit twee bouwlagen en een samengesteld geknikt zadeldak met oversteken. In 1948, 1953 en 1972 werd het gebouw uitgebreid met kantoren. Het dak is bedekt met blauwe kruispannen. In de wit gepleisterde wanden is een blokmotief door schijnvoegen aangebracht. De overstekende houten boei van de topgevel wordt door een makelaar bekroond.
De symmetrische linker zijgevel is rijk gedecoreerd. In het glas van de serre is een roedenverdeling aangebracht. Boven de serre bevindt zich het balkon met vier houten hoogopgaande stijlen, die met vakwerk het overstekende dak dragen. 
In het interieur is de authentieke trappartij bewaard gebleven.